# Attapeu (provincija)
Attapeu ili  Attopu (laoški:  ອັດຕະປື) je jedna od šesnaest provincija u Laosu. 

## Zemljopis
Provincija se nalazi u jugoistočnom dijelu zemlje, prostire se na 10.320 km2.  Susjedne laoške provincije su Sekong na sjeveru i Čampasak na zapadu. Attapeu ima granicu s dvije države Kambođžom na jugu i Vijetnamom na istoku.

## Demografija
Prema podacima iz 2004. godine u provinciji živi 114.300 stanovnika, dok je prosječna gustoća naseljenosti 11 stanovnika na km².  Stanovništvo se sastoji od nekoliko etničkih zajednica, a 15 glavnih su: Lao, Alak, Katang, Kaleum, Katou, Suay, Oy, Taoy, Sadang, Nge, Lavea, Lavenh, Cheuang, Tariang i Nyaheung.

## Administrativna podjela
Provincija je podijeljena na pet distrikta
| karta | kod         | ime         | laoški |
| ----- | ----------- | ----------- | ------ |
|       |             |             |        |
| 17-01 | Xaysetha    | ເມືອງໄຊເຊດຖາ |        |
| 17-02 | Samakkhixay | ເມືອງສາມັກຄີໄຊ |        |
| 17-03 | Sanamxay    | ເມືອງສະໜາມໄຊ |        |
| 17-04 | Sanxay      | ເມືອງສານໄຊ   |        |
| 17-05 | Phouvong    | ເມືອງພູວົງ     |        |